# Пнеуморетроперитонеум
Пнеуморетроперитонеум медицински је термин којим се означава присуство гасова у ретроперитонеалном простору. Ретроперитонеални гас који је ограничен на ретроперитонеални простор у дорзалном абдомену најбоље се види на бочној радиографији.  Важност разликовања између пнеумоперитонеума и пнеуморетроперитонеума на обичним абдоминалним филмовима не може се минимизирати јер се ретроперитонеални ваздух значајно разликује од пнеумоперитонеума по етиологији, клиничком току и третману пацијента.

## Релевантна анатомија
Ретроперитонеални простор (ретроперитонеум) је анатомски простор (понекад потенцијални простор) иза (ретро) перитонеума. Нема специфичне анатомске структуре које га оцртавају, па су тако нпр. органи ретроперитонеални ако имају перитонеум само на предњој страни. Структуре које нису суспендоване мезентеријумом у трбушној дупљи и које леже између паријеталног перитонеума и трбушног зида се класификују као ретроперитонеалне.
Ретроперитонеалне структуре се разликује од органа који нису ретроперитонеални, јер имају перитонеум на задњој страни и суспендовани мезентеријумом у трбушној дупљи.
Ретроперитонеум се даље може поделити на следеће просторе:
- Периренални (или перинефрични) простор
- Предњи параренални (или паранефрични) простор
- Задњи параренални (или паранефрични) простор

## Етиопатогенеза
Ретроперитонеални гас у перитонеалном простору је неуобичајен и може бити узрокован, следећим чиниоцима наведеним у доњој табели:
| Етиологија                               | Опис промена |
| ---------------------------------------- | --- |
| Траума                                   | Уобичајене трауме код продорних рана:након операције, након дијагностичких процедура (као што су баријумски клистир или ендоскопија), перфорација фрагменатима прелома карлице. |
| Спонтана перфорација дебелог црева       | Често узроковане перфорацијом дивертикула или карцинома дебелог црева на узлазном или силазном колону (који су ретроперитонеални); руптура сигмоидног колона унутар или иза перитонеалне шупљине. |
| Продор из пнеумомедијастинума            | Различити задњи и средњи отвори на дијафрагми који обезбеђују пут за комуникацију слободног ваздуха у медијастинуму са ретроперитонеалним простором. |
| Ретроперитонеални апсцес који садржи гас | Инфекција организмима који стварају гас и која се јавља у било ком ретроперитонеалном одељку; комуникација из периреналног простора може се јавити инфериорно у односу на предњи и задњи параренални простор; овај тип може бити узрокован недавном операцијом леђа или бубрега, панкреатитисом или продорном повредом |

## Дијагностика

#### Радиографске карактеристике
Пнеуморетроперитонеум се најбоље процењује помоћу ЦТ-а, међутим, може се открити и обичном радиографијом абдомена, па чак и трансабдоминалним ултразвуком. Генерално, ваздух се најчешће види око бубрега у десном и левом горњем квадранту абдомена. Такође код пнеумоперитонеума може доћи до губитка сенке нормалног мишића псоаса.

##### Ултразвук
Границе између слободног ваздуха и меких ткива изгледају као ехогене линије са артефактима задње реверберације и затамњењем структура далеког поља. У пнеуморетроперитонеуму ваздух ће се сакупљати око следећих структура:
- десног бубрега - који се назива прикривени знак десног бубрега. Он неће променити изглед са поновним позиционирањем пацијента, за разлику од слободног ваздуха у пнеумоперитонеуму.[6]
- великих крвних судова - нестанак ретроперитонеалне доње шупље вене и абдоминалне аорте
- главе панкреаса
- жучне кесе - ретроперитонеални ваздух ће се сакупљати позади жучне кесе
- дванаестопалачног црева

## Диференцијална дијагноза
На обичној радиографији, разлика које се јављају у гасовима у другим просторима диференцијалнодијагностички укључује:
- псеудопнеуморетроперитонеум
- пнеумоперитонеум
- поткожни емфизем

Иако на компјутеризованој томографији радиолог има мало потешкоћа да их разликује,  она игра кључну улогу у откривању ретроперитонеалног слободног ваздуха.